# Malmfyr
Malmfyr er en norsk betegnelse på fyrretræer, som har haft en langsom og tæt vækst, og derfor har en stor andel kerneved (malmved). Disse fyrretræer findes først og fremmest i højereliggende områder. Malmfyr er naturligt imprægneret og derfor meget holdbar, selv på steder, der er hårdt udsat for vejr og vind. Sådant træværk har været benyttet til byggemateriale i Norge fra gammel tid, blandt andet til konstruktion af stavkirker, men er fortsat meget benyttet i Norge.